# Tử cung

Cơ quan nội tạng của phụ nữ nhìn nghiêng: Tử cung (số 13), ống dẫn trứng (1), bàng quang (3), buồng trứng (11), trực tràng (16)

Tử cung hay Dạ con là một cơ quan sinh dục của giống cái của hầu hết các loài động vật có vú bao gồm cả con người. Tử cung nằm giữa bàng quang và trực tràng có hình quả lê dốc ngược phần trên lồi to gọi là đáy tử cung, phần dưới nhỏ dài gọi là cổ tử cung. Cổ tử cung thò vào âm đạo còn đáy tử cung được kết nối với một hoặc cả hai ống dẫn trứng, tùy thuộc vào loài. Thai nhi trong quá trình mang thai nằm trong tử cung, thường là phát triển hoàn toàn ở động vật có vú nhau thai, chẳng hạn như con người và một phần trong các loài thú có túi như con chuột túi và thú có túi ôpôt. Hai tử cung thường hình thành ban đầu trong một bào thai nữ, và động vật có vú nhau thai một phần hoặc hoàn toàn có thể hợp thành một tử cung tùy thuộc vào loài. Ở nhiều loài với hai tử cung, chỉ có một chức năng. Con người và các động vật linh trưởng khác như tinh tinh, cùng với ngựa, thường có một tử cung hoàn toàn hợp nhất, mặc dù trong một số cá nhân tử cung không có thể hoàn toàn hợp nhất.
Hầu hết các loài động vật đẻ trứng, chẳng hạn như loài chim và loài bò sát, có một ống dẫn trứng thay vì tử cung. Trong các động vật đơn huyệt, động vật có vú đẻ trứng và bao gồm các loài thú mỏ vịt, một trong hai tử cung hạn hoặc ống dẫn trứng được sử dụng để mô tả các cơ quan tương tự, nhưng quả trứng không phát triển một nhau thai trong người mẹ và do đó không nhận được dinh dưỡng hơn nữa sau khi hình thành và thụ tinh. Thú có túi có hai tử cung, mỗi trong số đó kết nối với âm đạo bên và cả hai sử dụng một thứ ba, giữa "âm đạo" có chức năng như các ống sinh. Phôi túi hình thành một choriovitelline nhau thai (mà có thể được suy nghĩ của một cái gì đó giữa một trứng monotreme và một nhau thai "thật sự"), trong đó các của trứng lòng đỏ túi cung cấp một phần lớn dinh dưỡng của phôi nhưng cũng gắn với các bức tường tử cung và mất chất dinh dưỡng từ máu của mẹ.

## Cấu tạo
Ngoài là lớp màng có lớp tế bào biểu mô hình khối và lớp màng trắng dai chắc. Bên trong là mô buồng trứng gồm 2 miền: miền vỏ và miền tủy